# George Lindsey
George Lindsey (* 17. Dezember 1928 in Fairfield, Alabama; † 6. Mai 2012 in Nashville, Tennessee) war ein US-amerikanischer Schauspieler und Drehbuchautor.

## Leben und Karriere
Lindsey war der Sohn eines Metzgers. 1952 machte er am Florenz State Teachers College (jetzt „University of North“) seinen Bachelor of Science in den Hauptfächern Leibeserziehung und Biologie. Das Footballteam seiner Schule unterstützte er als Quarterback. Nach einer dreijährigen Tätigkeit bei der Air Force, arbeitete er ein Jahr an einer Highschool als Baseball und Basketball-Trainer und Geschichtslehrer in der Nähe von Huntsville in Alabama. 1956 zog er nach New York, nahm Schauspielunterricht am American Theatre Wing und startete in den folgenden Jahren seine Karriere am Broadway in den Musicals All American nach einem Buch von Mel Brooks und Wonderfull Town, zu dem Leonard Bernstein die Musik komponierte. Mit seinen Rollen am Broadway konnte er die Aufmerksamkeit einiger Produzenten in Los Angeles auf sich ziehen. Als er 1960 für die Rolle des Gomer Pyle in der US-Fernsehserie The Andy Griffith Show für die Rolle des Gomer Pyle vorsprach, wurde ihm Jim Nabors vorgezogen. Erst 1964, als Nabors aus der Serie ausschied, bekam Lindsey seine Chance, indem er Gomer Pyles Cousin Goober, den Mann mit der Mütze, spielen sollte. Diese Rolle machte ihn weithin bekannt, er verkörperte Goober Pyle bis zum Ende der Serie, die 1968 abgesetzt wurde, da der Hauptdarsteller Andy Griffith die Serie verließ. Da einige Charaktere in das Spin-off Mayberry R.F.D. übernommen wurden, so auch die des Goober Pyle, spielte Lindsey diesen Charakter in weiteren drei Staffeln, bis die Serie 1971 endete. In der Country-Sendung Hee Haw, die genau wie The Andy Griffith Show und Mayberry R.F.D. bei CBS lief, übernahm Lindsey erneut die Rolle des populären Charakters Goober Pyle. Hee Haw war die am längsten laufende Country Music-Unterhaltungssendung in den USA. Geschaffen wurde Hee Haw, die in den USA Kultstatus erreichte, von Frank Peppiatt gemeinsam mit John Aylesworth. Im Hinblick auf seine Rolle in Hee Haw wurde der Schauspieler von Bekannten auch „Doctor Goober“ genannt.
Obwohl die des „Goober Pyle“ seine bekannteste Rolle war, spielte Lindsey in seiner langen Fernsehkarriere auch in anderen Serien mit, wie zum Beispiel in Rauchende Colts, M*A*S*H, Alfred Hitchcock Presents und  Twilight Zone. Auch in Filmen wie Auf dem Highway ist wieder die Hölle los oder als Sprecher einiger Disney-Filme, darunter Aristocats, Robin Hood sowie Bernard und Bianca – Die Mäusepolizei war er in der Originalversion zu hören.
Auch als Sänger produzierte sich der Schauspieler, indem er Alben mit Country-Music veröffentlichte. Zu seiner Karriere befragt, äußerte Lindsey sich 1985 in einem Interview, „dass er Amerika zum Lachen gebracht habe, er sei zwar nicht der einzige, aber er habe dazu beigetragen, dass die Menschen hätten lachen können.“ In seiner Freizeit sponserte der Schauspieler über viele Jahre hinweg ein Golfturnier in Montgomery in Alabama, das Geld für geistig behinderte Menschen sammelte.
Am 6. Mai 2012 verstarb George Lindsey im Alter von 83 Jahren nach längerer Krankheit in Nashville, wohin er Anfang 1990 gezogen war.

## Auszeichnung
Die University of North Alabama verlieh Lindsey 1992 die Ehrendoktorwürde.

## Filmografie

### Darsteller
- 1963: Westlich von Santa Fé (The Rifleman)
- 1963: The Great Adventure (1 Folge)
- 1964: Disneyland (2 Folgen)
- 1964: Twilight Zone (The Twilight Zone) (1 Folge)
- 1964: Ensign Pulver
- 1964: The Tycoon (2 Folgen)
- 1964: Daniel Boone (1 Folge)
- 1964: Alfred Hitchcock präsentiert (The Alfred Hitchcock Hour) (3 Folgen)
- 1964: Unternehmen Feuergürtel (Voyage to the Bottom of the Sea) (1 Folge)
- 1965: Profiles in Courage (1 Folge)
- 1965: Gomer Pyle, U.S.M.C (1 Folge)
- 1964–1968: The Andy Griffith Show (86 Folgen)
- 1970: Aristocats (Sprechrolle Lafayette)
- 1971: The New Andy Griffith Show (1 Folge)
- 1968–1971: Mayberry R.F.D.(58 Folgen)
- 1963–1972: Rauchende Colts (Gunsmoke) (6 Folgen)
- 1971–1972: Hee Haw (5 Folgen)
- 1972: Erbschaft in Weiß (Snowball Express)
- 1973: Banacek (1 Folge)
- 1973: Charley and the Angel
- 1973: Robin Hood (Sprechrolle)
- 1970–1973: Love, American Style (4 Folgen)
- 1976: Movin’ On (1 Folge)
- 1976: Der Goldschatz der Matecumbe  (Treasure of Matecumbe)
- 1977: Bernard und Bianca – Die Mäusepolizei (The Rescuers)
- 1978: M*A*S*H (1 Folge)
- 1979: The New Misadventures of Ichabod Crane
- 1981: Fantasy Island (1 Folge)
- 1981: Ein Senkrechtstarter kratzt die Kurve (Take This Job and Shove It)
- 1982: CHiPs (1 Folge)
- 1982: Herbie, the Love Bug (1 Folge)
- 1983: The American Snitch
- 1984: Auf dem Highway ist wieder die Hölle los (Cannonball Run II)
- 1986: Return to Mayberry
- 2006: When I Find the Ocean
- 2011: Starzinger
- 2011: Starzinger II (Sprechrolle)
- 2011: Starzinger III (Sprechrolle)

### Drehbuchautor
- 1978: Goober & the Truckers' Paradise